# Kozłowice
Kozłowice (niem. Koselwitz) – wieś w Polsce, położona w województwie opolskim, w powiecie oleskim, w gminie Gorzów Śląski. Z Kozłowicami związane są trzy przysiółki: Czerwone Osiedle, Dęby i Siwe Osiedle. W Czerwonym Osiedlu znajduje się kopalnia iłów dolnojurajskich, na bazie której działa cegielnia.

## Nazwa
Nazwa pochodzi od polskiej nazwy zwierzącia domowego kozła. Do grupy śląskich miejscowości, których nazwy wywodziły się od tego słowa - "von koza = Ziege und koziel = Ziegenbock" zaliczał ją niemiecki geograf oraz językoznawca Heinrich Adamy. W swoim dziele o nazwach miejscowych na Śląsku wydanym w 1888 roku we Wrocławiu wymienia nazwę miejscowości w polskiej formie "Kosłowice" podając jej znaczenie "Bocksdorf" - "Wieś kozła". Niemcy fonetycznie zgermanizowali nazwę miejscowości na Koselwitz w wyniku czego utraciła ona swoje pierwotne znaczenie.
W księdze łacińskiej Liber fundationis episcopatus Vratislaviensis (pol. Księga uposażeń biskupstwa wrocławskiego) spisanej za czasów biskupa Henryka z Wierzbna w latach 1295–1305 miejscowość wymieniona jest w zlatynizownej staropolskiej formie Coslawicz. W alfabetycznym spisie miejscowości na terenie Śląska wydanym w 1830 roku we Wrocławiu przez Johanna Knie wieś występuje pod polską nazwą Kozlowice oraz nazwą zgermanizowaną Koselwitz. Spis wymienia również przysiółki wsi Goy oraz Kopaline.
Ze względu na polskie pochodzenie w akcji germanizacyjnej nazw miejscowych i fizjograficznych na Górnym Śląsku historyczną, zgermanizowaną nazwę Koselwitz nazistowska administracja III Rzeszy 29 lipca 1936 zastąpiła nową, całkowicie niemiecką nazwą "Josefshöhe". 15 marca 1947 r. nadano miejscowości polską nazwę Kozłowice.
| SIMC    | Nazwa            | Rodzaj     |
| ------- | ---------------- | ---------- |
| 0131950 | Czerwone Osiedle | przysiółek |
| 0131966 | Dęby             | przysiółek |
| 0131972 | Siwe Osiedle     | przysiółek |

## Demografia
W 1925 r. w miejscowości mieszkało 481 osób, a w 1933 r. 447 osób.

## Historia
Do głosowania podczas plebiscytu uprawnione były w Kozłowicach 163 osoby, z czego 121, ok. 74,2%, stanowili mieszkańcy (w tym 120, ok. 73,6% całości, mieszkańcy urodzeni w miejscowości). Oddano 163 głosy (100% uprawnionych), w tym 163 (100%) ważne; za Niemcami głosowało 149 osób (ok. 91,4%), a za Polską 14 osób (ok. 8,6%).
1 kwietnia 1939 r. Kozłowice włączono do Pawłowice.
W latach 1945–1954 miejscowość była siedzibą gminy Kozłowice. W latach 1954–1972 wieś należała i była siedzibą władz gromady Kozłowice. W latach 1975–1998 miejscowość należała administracyjnie do województwa częstochowskiego.
We wsi był przystanek kolejowy Kozłowice.

## Zabytki
Do wojewódzkiego rejestru zabytków wpisany jest:
- kościół par. pw. św. Jana Chrzciciela, drewniany, z poł. XVII w.

inne:
- pałac.